# Вилкавишкис
Вилкави́шкис (лит. Vilkaviškis; официальное название до 1917 года — Волковышки) — город на юго-западе Литвы в Мариямпольском уезде, административный центр Вилкавишкского района. Известен с XVI века.

## География
Расположен на юго-западе Литвы, в 21 км к северо-западу от города Мариямполе, в месте слияния рек Шеймена и Вилкауйя (бассейн Ширвинты).

## Население
| 2001    | 2002    | 2003    | 2004    | 2005    | 2006    | 2007    | 2008    | 2009    |
| ------- | ------- | ------- | ------- | ------- | ------- | ------- | ------- | ------- |
| 13 288  | ↘13 218 | ↘13 164 | ↘13 064 | ↘12 928 | ↘12 554 | ↘12 387 | ↘12 279 | ↘12 134 |
| 2010    | 2011    | 2012    | 2013    | 2014    | 2015    | 2016    | 2017    | 2018    |
| ↘11 949 | ↘11 603 | ↘11 375 | ↘11 177 | ↘11 038 | ↘10 814 | ↘10 571 | ↘10 214 | ↘9855   |
| 2019    | 2020    | 2021    | 2022    | 2023    |         |         |         |         |
| ↘9611   | ↘9460   | ↗10 286 | ↘10 148 | ↗10 291 |         |         |         |         |

## Достопримечательности и социальная сфера
Рядом с местом слияния рек в 1881 году построен католический кафедральный собор Пресвятой Девы Марии, чуть дальше в сторону Мариямполе находится католический храм Вознесения Святого Креста (с элементами православной архитектуры). В городе также расположены краеведческий музей, дом культуры, почта, здание самоуправления, районная больница, несколько крупных супермаркетов (Maxima, IKI, NORFA), магазин стройматериалов VilkaSTA.
На улице Саломеи Нерис с 1998 года находится памятник (бюст) литовскому композитору Винцасу Кудирке. В 1996 году в центре города открыт гранитный памятник Йонасу Басанавичусу с фонтанами и скамейками для отдыха. Рядом с памятником расположены супермаркет, магазины одежды, тканей, электроники, техники и посуды, а также гостиницы, кемпинги, булочная, столовая и различные кафе. В городе есть также бильярд и боулинг-центр.
Имеются несколько футбольных полей с легкоатлетической инфраструктурой. В центре города построен внутриквартальный минипитч и баскетбольная площадка.
На окраине города (в сторону Кибартая и Калининградской области) находится Паэжеряйское озеро, там же (на северном берегу напротив шоссе на Кибартай) расположен общественный песчаный пляж. В зелёной зоне пляжа обустроены кабинки для переодевания, скамейки, волейбольная площадка и зона отдыха с тренажёрами.

## Транспорт

### Железнодорожное сообщение

#### Пригородное
Железнородожная станция Вилкавишкис расположена в 5 км от центра города в посёлке Гиедряй.
Через станцию проходит железнодорожное сообщение на линии Каунас — Пильвищкяй — Казлу-Руда — Вилкавишкис — Кибартай, осуществляемое государственным железнодорожным перевозчиком Lietuvos Geležinkeliai автомотрисами (PESA 620M и АР2) и дизель-поездами (ДР1А). В сутки здесь останавливаются 5 пар поездов.

#### Международное
В Кибартае есть возможность пересадки на российские международные транзитные поезда, следующие в Калининград, а также в Вильнюс и далее в Россию, Белоруссию, Украину.
В Мариямполе можно пересесть на поезд до Варшавы (с пересадкой в Шяштокай) и далее в Европу.
В настоящее время строится железная дорога европейской колеи 1435 мм от Каунаса до границы с Польшей с возможным пуском в ближайшем будущем прямого поезда из Каунаса в Варшаву.

### Автобусное сообщение

#### Пригородное
Очень развитая сеть автобусных пригородных маршрутов. Из Вилкавишкиса на автобусе без пересадки можно добраться практически до всех уездов Литвы.

#### Международное
Через Вилкавишкис (с остановкой на автовокзале) проходят международные автобусы из Калининграда. Добравшись на местном автобусе до Мариямполе можно пересесть на международные автобусы компании Ecolines, следующие в Латвию, Эстонию, Россию, Белоруссию, Украину, а также в другие европейские страны.

#### Городское
Каждый день по городу осуществляет перевозки автобус по маршруту Новый город — Автовокзал — Центр — Железнодорожный вокзал (Гиедряй). Интервал движения — примерно раз в 1—2 часа.

## Экономика
Швейная фабрика, элеватор фирмы Marijampolės Grūdai на железнодорожной станции.

## Топографические карты
- Лист карты N-34-XVIII Капсукас. Масштаб: 1 : 200 000. Состояние местности на 1972-1985 год. Издание 1987 г.